# Zea
Zea L., 1753 è un genere di piante angiosperme della famiglia delle graminacee.
Diverse specie sono comunemente note come teosinti e si trovano in Messico, Guatemala e Nicaragua.

## Tassonomia
Il genere comprende le seguenti specie:
- Zea diploperennis Iltis, Doebley & R.Guzmán
- Zea luxurians (Durieu & Asch.) R.M.Bird
- Zea mays L.
- Zea mexicana (Schrad.) Kuntze
- Zea nicaraguensis Iltis & B.F.Benz
- Zea perennis (Hitchc.) Reeves & Mangelsd.
- Zea vespertilio Gómez-Laur.

Zea mays è ulteriormente suddivisa in tre sottospecie: Z. m. huehuetenangensis,  Z. m. parviglumis e Z. m. mays. Le prime due sottospecie sono teosinti; l'ultima è il mais, o granturco, l'unico taxon addomesticato nel genere Zea.
Le specie sono raggruppate in due sezioni: sezione Luxuriantes, con le prime quattro specie, e sezione Zea con Zea mays.